# Потап (ім'я)
Пота́п — чоловіче ім'я, народна форма канонічного християнського імені Пата́пій, яке походить від грец. Πατάπιος. Значення імені неясне, одна з версій виводить його від грец. πατιέμαι — одної з форм дієслова πατάω — «ступаю», «ходжу»; друга пов'язує його з лат. potiens — «той, хто оволодіває», «хто має здатність».
Українські зменшені форми — Потапко, Потапонько, Потапочко, Потапчик.

## Іменини
- За православним календарем — 8 грудня (преподобний Патапій Фівський (Константинопольський))[5].
- За католицьким календарем — 8 грудня (самітник Патапій Фівський (Константинопольський))[6].

## Відомі носії
- Патапій Фівський[en] — християнський святий IV ст.
- Потап (справжнє ім'я Олексій Андрійович Потапенко) — український поп- і реп-виконавець